# Glenea mesoleuca
Glenea mesoleuca är en skalbaggsart som beskrevs av Francis Polkinghorne Pascoe 1867. Glenea mesoleuca ingår i släktet Glenea och familjen långhorningar. Inga underarter finns listade i Catalogue of Life.